# Radicalaire polymerisatie
Bij radicalaire polymerisatie wordt er van radicale monomeren één polymeer gemaakt.
Monomeren zijn de bouwstenen van het polymeer. Een polymeer bestaat uit een soort monomeer. Radicale monomeren zijn zeer reactieve monomeren. Ze zijn erg reactief, omdat de monomeren dan extra ongebonden elektronen hebben. 